# タズ川

タズ川流域地図

タズ川（タズがわ、ロシア語: Таз、ネネツ語:Тасу ям）は、ロシアの西シベリア低地を流れる川である。長さは1,401kmで流域面積は150,000平方kmにおよぶ。
タズ川は、西シベリア低地の東側に発し、広大な湿地帯を北西へ向かい北極圏のツンドラに入り、北極海のカラ海の一部であるオビ川河口のオビ湾の東側にあるタゾフスカヤ湾に流入する。タゾフスカヤ湾は、タゾフスキーの街からオビ湾まで続く延長330kmの細長い三角江で、タズ川とプル川の河口が沈水してできた湾である。
タズ川の主な支流は、右岸はボルシャヤ・シルタ川（Большая Ширта）、フドセイ川（Худосей）、左岸はトルカ川（Толька）、チャセルカ川（Часелька）などがある。
河口部（タゾフスカヤ湾）および下流はヤマロ・ネネツ自治管区に属するが、上流ではクラスノヤルスク地方との境界を流れる。河口部ではガスプロム社が天然ガスの採掘を計画している。